# Ван Чуаньфу
Ван Чуаньфу́ (кит. упр. 王传福, пиньинь Wáng Chuánfú) — китайский предприниматель, президент компании BYD, миллиардер. В начале 2009 года журнал Forbes оценивает его состояние в 1,3 млрд долларов и ставит на 559-строчку в списке миллиардеров. К концу того же года состояние Чуаньфу достигает 5,1 млрд долларов, что делает его самым богатым бизнесменом Китая. В 2021 году занял 118-строчку в списке миллиардеров с состоянием в 19,5 млрд долларов.

## Биография
Ван Чуаньфу родился в бедной крестьянской семье. Его родители умерли ещё до того, как он пошёл в школу, поэтому его воспитанием занялись старший брат и сестра. Он получил высшее химическое образование в Центрально-Южном технологическом университете. В 1990 году окончил магистратуру в Пекинском исследовательском институте цветной металлургии. После нескольких лет работы на госслужбе в возрасте 29 лет Чуаньфу основывает в пригороде Шэньчжэня частную компанию BYD Co.

## КомпанияBYD
На сегодняшний день BYD является крупнейшим в мире производителем аккумуляторов для мобильных телефонов. Вместе с тем компания активно внедряет свои мощности в автомобилестроительную отрасль. Продажи первых электромобилей и машин с гибридным двигателем начались в Китае в январе 2009 года, а выход на европейский и американский рынки планируется осуществить в 2011 году.
В сентябре 2008 года компания Уоррена Баффета MidAmerican Energy Holdings приобретает 10 процентов акций BYD за 230 млн долларов. Это приводит к пятикратному росту рыночной стоимости компании, и именно благодаря данной сделке Ван Чуаньфу резко увеличивает своё благосостояние. Касаясь планов по завоеванию автомобильного рынка, Ван Чуаньфу выражает уверенность, что его компания сможет составить серьёзную конкуренцию таким корпорациям, как General Motors и Toyota.